# Przestrzeń czasowa
Przestrzeń czasowa – dowolny domknięty podzbiór liczb rzeczywistych {\displaystyle \mathbb {R} } oznaczany {\displaystyle \mathbb {T} .} Na przestrzeniach czasowych można rozważać równania Δ-różniczkowe, które są unifikacją równań różniczkowych na {\displaystyle \mathbb {R} } i równań różnicowych na {\displaystyle \mathbb {Z} ,} oraz uogólnieniem na przestrzeniach czasowych.

## Funkcje skoku
Podstawowymi funkcjami opisującymi przestrzeń {\displaystyle \mathbb {T} } są funkcje skoku:
{\displaystyle \sigma (t)=\inf\{s\in \mathbb {T} :s>t\}} funkcja następnika/funkcja skoku przedniego (forward jump operator),
{\displaystyle \rho (t)=\sup\{s\in \mathbb {T} :s<t\}} funkcja poprzednika/funkcja skoku wstecznego (backward jump operator),
{\displaystyle \mu (t)=\sigma (t)-t} funkcja ziarnistości (graininess function).

## Klasyfikacja punktów
Każdy punkt {\displaystyle t\in \mathbb {T} } ma charakteryzację poprzez funkcje skoku. Punkt {\displaystyle t} jest:
- lewostronnie gęsty (left dense) jeżeli {\displaystyle \rho (t)=t,}
- prawostronnie gęsty (right dense) jeżeli {\displaystyle \sigma (t)=t,}
- lewostronnie izolowany (left scattered) jeżeli {\displaystyle \rho (t)<t,}
- prawostronnie izolowany (right scattered) jeżeli {\displaystyle \sigma (t)>t,}
- gęsty (dense) jeżeli jest jednocześnie lewo- i prawostronnie gęsty,
- izolowany (isolated) jeżeli jednocześnie lewo- i prawostronnie izolowany.

## Δ-pochodna
Rozpatrzmy funkcję:
{\displaystyle f\colon \mathbb {T} \to \mathbb {R} ,}
(R można również zastąpić dowolną przestrzenią Banacha).
Δ-pochodną funkcji {\displaystyle f} w punkcie t nazwiemy liczbę {\displaystyle f^{\Delta }(t)} o własności:
{\displaystyle \forall _{\varepsilon >0}\;\exists _{\delta >0}\;\forall _{s\in B(t,\delta )\cap \mathbb {T} }\;\;|f(\sigma (t))-f(s)-f^{\Delta }(t)(\sigma (t)-s)|\leqslant \varepsilon |\sigma (t)-s|}
- jeżeli {\displaystyle t=\sigma (t)} i funkcja {\displaystyle f} jest ciągła w {\displaystyle t,} to: {\displaystyle f^{\Delta }(t)=\lim _{s\to t}{\frac {f(t)-f(s)}{t-s}},}
- jeżeli {\displaystyle t<\sigma (t)} (i {\displaystyle f} ciągła w {\displaystyle t}), to: {\displaystyle f^{\Delta }(t)={\frac {f{\big (}\sigma (t){\big )}-f{\big (}t{\big )}}{\mu (t)}}.}

Jeśli {\displaystyle f} i {\displaystyle g} są {\displaystyle \Delta } różniczkowalne w punkcie {\displaystyle t\in \mathbb {T} ,} to:
- {\displaystyle (\alpha f+\beta g)^{\Delta }(t)=\alpha f^{\Delta }(t)+\beta g^{\Delta }(t),}

- {\displaystyle (fg)^{\Delta }(t)=f^{\Delta }(t)g(\sigma (t))+f(t)g^{\Delta }(t)=f^{\Delta }(t)g(t)+f(\sigma (t))g^{\Delta }(t),}

- jeżeli dodatkowo {\displaystyle g(t)g(\sigma (t))\neq 0} to:

{\displaystyle \left({\frac {f}{g}}\right)^{\Delta }\!(t)={\frac {f^{\Delta }(t)g(t)-f(t)g^{\Delta }(t)}{g(t)g(\sigma (t))}}={\frac {f^{\Delta }(t)g(\sigma (t))-f(\sigma (t))g^{\Delta }(t)}{g(t)g(\sigma (t))}}.}

## Całkowanie
Rozpatrzmy funkcję:
{\displaystyle f\colon \mathbb {T} \to \mathbb {R} .}
Funkcją pierwotną funkcji {\displaystyle f} nazwiemy funkcję {\displaystyle F\colon \mathbb {T} \to \mathbb {R} } taką, że {\displaystyle \forall _{t\in \mathbb {T} }\;F^{\Delta }(t)=f(t).}
Funkcję {\displaystyle f} nazwiemy pg-ciągłą, jeżeli jest ciągła w punktach prawostronnie gęstych i istnieje skończona lewostronna granica w punktach lewostronnie gęstych.
Twierdzenie
Dla każdej funkcji pg-ciągłej istnieje jej funkcja pierwotna, na dodatek wyznaczona jednoznacznie z dokładnością do stałej.
Powyższe twierdzenie pozwala na zdefiniowanie całki dla funkcji pg-ciągłych:
{\displaystyle \int \limits _{t_{0}}^{t}f(x)\Delta x\;:=F(t)-F(t_{0}).}
Własności całki:
- {\displaystyle \int _{a}^{b}\alpha f(t)+\beta g(t)\Delta t=\alpha \int _{a}^{b}f(t)\Delta t+\beta \int _{a}^{b}g(t)\Delta t,}
- {\displaystyle \int _{t}^{\sigma (t)}f(\tau )\Delta \tau =f(t)\mu (t),}
- {\displaystyle [a,b]\subset \mathbb {T} \Rightarrow \int _{a}^{b}f(t)\Delta t=\int _{a}^{b}f(t)dt,}
- {\displaystyle \int _{a}^{b}f(t)\Delta t=-\int _{b}^{a}f(t)\Delta t,}
- {\displaystyle \int _{a}^{b}f(t)\Delta t=\int _{a}^{c}f(t)\Delta t+\int _{c}^{b}f(t)\Delta t,}
- {\displaystyle |f(t)|\leqslant g(t)\Rightarrow \left|\int _{a}^{b}f(t)\Delta t\right|\leqslant \int _{a}^{b}g(t)dt.}

## Podstawowe przykłady
Jeżeli za {\displaystyle \mathbb {T} } przyjmiemy {\displaystyle \mathbb {R} ,} to: {\displaystyle \sigma (t)=t,\;\mu (t)=0,\;f^{\Delta }(t)=f'(t),\;\int \limits _{t_{0}}^{t}f(x)\Delta x=\int \limits _{t_{0}}^{t}f(x)dx.}
Jeżeli za {\displaystyle \mathbb {T} } przyjmiemy {\displaystyle \mathbb {Z} ,} to: {\displaystyle \sigma (t)=t+1,\;\mu (t)=1,\;f^{\Delta }(t)=\Delta f(t),\;\int \limits _{t_{0}}^{t}f(x)\Delta x=\sum \limits _{t_{0}}^{t-1}f(x).}